# De kaldte os frisører
De kaldte os frisører er en dansk kortfilm fra 2007 med instruktion og manuskript af René Frelle Petersen.

## Handling
Konkurrencen blandt frisørerne på Nørrebrogade er hård. For at overleve i gaden skal man kunne nogle tricks. Tre meget forskellige frisører, Tonni, Homo Phillip og den fransk-serbiske frisør Jacques, kæmper samtidig om posten som formand i Nørrebros frisørforening. Og alle kneb gælder.